# Logan Holt Roots

Logan Holt Roots

Logan Holt Roots (* 26. März 1841 bei Tamaroa, Perry County, Illinois; † 30. Mai 1893 in Little Rock, Arkansas) war ein US-amerikanischer Politiker. Zwischen 1868 und 1871 vertrat er den ersten Wahlbezirk des Bundesstaates Arkansas im US-Repräsentantenhaus.

## Werdegang
Logan Roots besuchte die öffentlichen Schulen seiner Heimat und danach bis 1862 die Illinois State Normal University. Zu Beginn des  Bürgerkrieges war er bei der Aufstellung eines Freiwilligenregiments aus Illinois behilflich. Während des Krieges diente er als Soldat in der Armee der Union.
Nach Kriegsende zog Roots nach Arkansas, wo er als Pflanzer und Händler arbeitete. Politisch schloss er sich der Republikanischen Partei an. Nach der Wiederaufnahme des Staates Arkansas in die Vereinigten Staaten wurde er als deren Kandidat im ersten Distrikt von Arkansas in das US-Repräsentantenhaus in Washington gewählt. Dort nahm er am 22. Juni 1868 den Sitz ein, den Thomas Carmichael Hindman im Jahr 1861 verlassen hatte. Nachdem er bei den regulären Kongresswahlen des Jahres 1868 in seinem Mandat bestätigt wurde, konnte Roots bis zum 3. März 1871 im Kongress verbleiben. Bei den Wahlen des Jahres 1870 unterlag er dem Demokraten James M. Hanks.
Nach dem Ende seiner Zeit im Kongress wurde Logan Roots Präsident der First National Bank of Little Rock in Arkansas. Dieses Amt bekleidete er bis zu seinem Tod am 30. Mai 1893.